# CV Haro
CV Haro är en volleybollklubb från Haro, Spanien. Klubben grundades 1996. Klubben har både dam- och herrlag, av vilka damlaget har varit det mest framgångsrika. Efter att säsongen 2007-2008 ha vunnit Superliga 2 debuterade laget i Superliga 2008-2009. Laget vann spanska cupen 2011-2012 och året efter vann de trippeln (supercupen, spanska cupen och spanska mästerskapet).  Därefter har de placerat sig ungefär i mitten i Superliga.